# 維德爾章克申 (加利福尼亞州)
維德爾章克申（英語：Vidal Junction）是位於美國加利福尼亞州聖貝納迪諾縣的一個非建制地區。該地的面積和人口皆未知。

## 地理
維德爾章克申的座標為34°11′20″N 114°34′26″W / 34.18889°N 114.57389°W，而該地的平均海拔高度為284米（即932英尺）。